# Buchnera butayei
Buchnera butayei är en snyltrotsväxtart som beskrevs av De Wild.. Buchnera butayei ingår i släktet Buchnera och familjen snyltrotsväxter. Inga underarter finns listade i Catalogue of Life.